# Kotezicken
Kotezicken (ungarisch Sárosszék) ist ein Straßendorf mit 251 Einwohnern und ein Ortsteil von Mischendorf, einer Gemeinde im Burgenland in Österreich.
Bei Kotezicken mündet der Zickenbach in die Pinka.

## Geschichte
Kotezicken wurde urkundlich erstmals 1469 erwähnt. Im Zuge der Umsetzung des Gemeindestrukturverbesserungsgesetzes wurden 1971 die Gemeinden Mischendorf, Kotezicken, Kleinbachselten, Großbachselten, Rohrbach an der Teich und Neuhaus in der Wart zur Großgemeinde Mischendorf zusammengelegt.

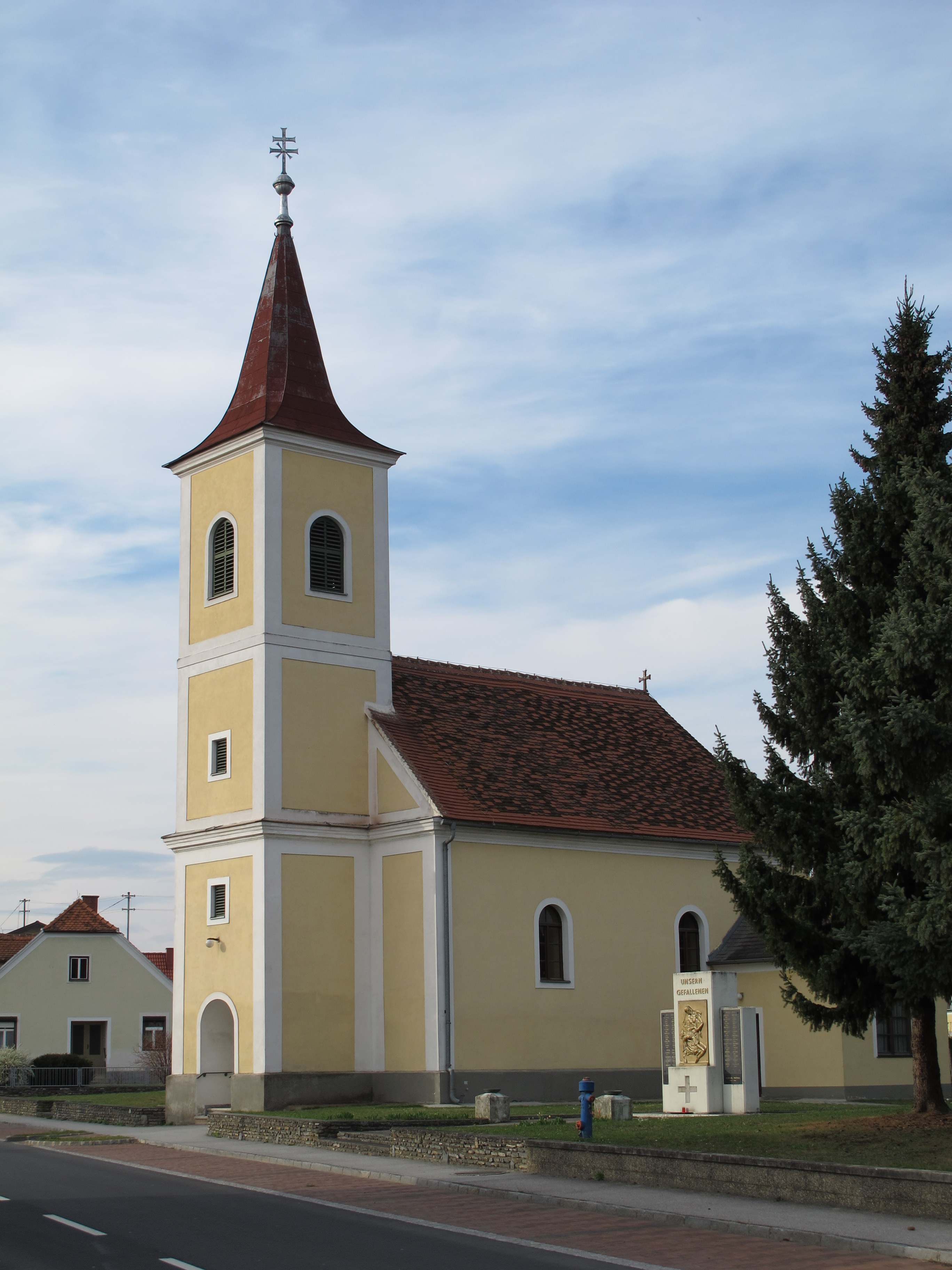
Kirche Kotezicken

## Kultur und Sehenswürdigkeiten
- Kirche hl. Laurentius: Die katholische Filialkirche hl. Laurentius[3] steht unter Denkmalschutz (Listeneintrag). Sie wurde 1848 als einfache Dorfkirche mit einem halbrunden Chor und einem Westturm mit Spitzhelm[2] errichtet.

## Vereine
- Die Freiwillige Feuerwehr Kotezicken wurde im Jahr 1887 gegründet.[4]